# Baldwinsville
Baldwinsville est une localité du comté d'Onondaga, dans l'État de New York. Elle doit son nom au Dr. Jonas Baldwin
Sa population était de 7 378 habitants en 2010.